# NGC 4320
NGC 4320 (również PGC 40160 lub UGC 7452) – galaktyka spiralna (Sb), znajdująca się w gwiazdozbiorze Panny. Odkrył ją Heinrich Louis d’Arrest 15 kwietnia 1865 roku. Galaktyka ta ma dwa jądra i jest efektem zderzenia dwóch galaktyk, które jest blisko swej końcowej fazy.